# Catral
Catral ist eine Gemeinde im Südosten von Spanien in der Provinz Alicante im Süden der Valencianischen Gemeinschaft. 2024 hatte die Gemeinde 9.423 Einwohner.

## Geografie
Catral liegt im Süden der Gemeinschaft Valencia in der Comarca Vega Baja del Segura an der Autopista AP-7.

## Geschichte
Erobert durch Alfons X. für die Krone von Kastilien, wurde der Ort gemeinsam mit Callosa im Jahr 1255 an den Santiagoorden vergeben. Im Jahr 1264 ging er allerdings wieder an die Krone von Kastilien. Ab 1296 wurde die Siedlung Teil der Krone von Aragonien innerhalb der Gerichtsbezirks Orihuela.
Das Ackerland der Stadt hat sich in den ersten beiden Jahrzehnten des 18. Jahrhunderts durch die vom Kardinal Belluga geförderte Trockenlegung von Feuchtgebieten deutlich vergrößert. Im Jahr 1741 zahlten die 152 Einwohner von Catral Geld für den Titel die Stadtrechtsverleihung und die Unabhängigkeit von Orihuela.

## Wirtschaft
Landwirtschaft, Zitrusfrüchte, Artischocken, Getreide und Olivenbäume (angebaut in Obstgärten, die durch Kanäle bewässert werden) erzeugen zusammen mit etwas Viehzucht einen Großteil des Einkommens für die Einwohner. Zu den Wachstumsbranchen gehören Dienstleistungen wie Tourismus.

## Demografie
| 1842 | 1900 | 1930 | 1950 | 1970 | 1981 | 1991 | 2001 | 2011 |
| ---- | ---- | ---- | ---- | ---- | ---- | ---- | ---- | ---- |
| 2268 | 2597 | 3249 | 3975 | 4022 | 4246 | 4478 | 5295 | 8574 |